# Liste der Kulturdenkmäler in Immenhausen
Die folgende Liste enthält die in der Denkmaltopographie ausgewiesenen Kulturdenkmäler auf dem Gebiet  der  Stadt Immenhausen, Landkreis Kassel, Hessen.
Hinweis: Die Reihenfolge der Denkmäler in dieser Liste orientiert sich zunächst an Stadtteilen und anschließend der Anschrift, alternativ ist sie auch nach der Bezeichnung oder der Bauzeit sortierbar.
Kulturdenkmäler werden fortlaufend im Denkmalverzeichnis des Landes Hessen durch das Landesamt für Denkmalpflege Hessen auf Basis des Hessischen Denkmalschutzgesetzes (HDSchG) geführt. Die Schutzwürdigkeit eines Kulturdenkmals hängt nicht von der Eintragung in das Denkmalverzeichnis des Landes Hessen oder der Veröffentlichung in der Denkmaltopographie ab.

Das Vorhandensein oder Fehlen eines Objekts in dieser Liste ist keine rechtsverbindliche Auskunft darüber, ob es Kulturdenkmal ist oder nicht: Diese Liste entspricht möglicherweise nicht dem aktuellen Stand der offiziellen Denkmaltopographie. Diese ist für Hessen in den entsprechenden Bänden der Denkmaltopographie Bundesrepublik Deutschland und im Internet unter DenkXweb – Kulturdenkmäler in Hessen einsehbar. Auch diese Quellen sind, obwohl sie durch das Landesamt für Denkmalpflege Hessen aktualisiert werden, nicht immer aktuell, da es im Denkmalbestand immer wieder Änderungen gibt.
Eine verbindliche Auskunft erteilt allein das Landesamt für Denkmalpflege Hessen.
Nutze diese Kartenansicht, um Koordinaten in der Liste zu setzen. In dieser Kartenansicht sind Kulturdenkmale ohne Koordinaten mit einem roten bzw. orangen Marker dargestellt und können in der Karte gesetzt werden. Kulturdenkmale ohne Bild sind mit einem blauen bzw. roten Marker gekennzeichnet, Kulturdenkmale mit Bild mit einem grünen bzw. orangen Marker.

## Holzhausen
| Bild                                      | Bezeichnung                                         | Lage                                                   | Beschreibung                                               | Bauzeit | Daten |
| ----------------------------------------- | --------------------------------------------------- | ------------------------------------------------------ | ---------------------------------------------------------- | ------- | ----- |
| Bild gesucht BW                           | Gesamtanlage Holzhausen                             | Lage                                                   |                                                            |         |       |
| weitere Bilder                            | Wohnwirtschaftsgebäude Alte Wilhelmshäuser Straße 7 | Alte Wilhelmshäuser Straße 7 Lage                      |                                                            |         |       |
| Wohnwirtschaftsgebäude Gartenstraße 16    | Wohnwirtschaftsgebäude Gartenstraße 16              | Gartenstraße 16 Lage                                   |                                                            |         |       |
| Hofanlage Immenhäuser Straße 11           | Hofanlage Immenhäuser Straße 11                     | Immenhäuser Straße 11 Lage                             |                                                            |         |       |
| weitere Bilder                            | Evangelische Pfarrkirche                            | Kirchplatz 1 Lage                                      |                                                            |         |       |
| Friedhof                                  | Friedhof                                            | Kasseler Straße 10 Lage                                | Friedhofsummauerung mit Sandstein mit Inschrift und Portal |         |       |
| Saalbau                                   | Saalbau                                             | Kasseler Straße 18 Lage                                |                                                            |         |       |
| weitere Bilder                            | Gasthaus „Zum Forsthaus“                            | Kasseler Straße 20 Lage                                |                                                            |         |       |
| Hofanlage Kasseler Straße 25              | Hofanlage Kasseler Straße 25                        | Kasseler Straße 25 Lage                                |                                                            |         |       |
| Kasseler Straße 27                        | Fachwerkrähmbau Kasseler Straße 27 und 29           | Kasseler Straße 27 und 29 Lage                         |                                                            |         |       |
| Fachwerkhaus Kasseler Straße 32           | Fachwerkhaus Kasseler Straße 32                     | Kasseler Straße 32 Lage                                |                                                            |         |       |
| Wohnhaus Kasseler Straße 35               | Wohnhaus Kasseler Straße 35                         | Kasseler Straße 35 Lage                                |                                                            |         |       |
| Fachwerkhaus Kasseler Straße 39           | Fachwerkhaus Kasseler Straße 39                     | Kasseler Straße 39 Lage                                |                                                            |         |       |
| Wohnwirtschaftsgebäude Kasseler Straße 40 | Wohnwirtschaftsgebäude Kasseler Straße 40           | Kasseler Straße 40 Lage                                |                                                            |         |       |
| Fachwerkhaus Kasseler Straße 41           | Fachwerkhaus Kasseler Straße 41                     | Kasseler Straße 41 Lage                                |                                                            |         |       |
| Fachwerkhaus Kasseler Straße 46           | Fachwerkhaus Kasseler Straße 46                     | Kasseler Straße 46 Lage                                |                                                            |         |       |
| Gasthaus „Deutsches Haus“                 | Gasthaus „Deutsches Haus“                           | Kasseler Straße 51 Lage                                |                                                            |         |       |
| Fachwerkhaus Kasseler Straße 57           | Fachwerkhaus Kasseler Straße 57                     | Kasseler Straße 57 Lage                                |                                                            |         |       |
| weitere Bilder                            | Osterberg Wohnplatz                                 | Landstraße zwischen Holzhausen und Wilhelmshausen Lage |                                                            |         |       |
| Fachwerkwohnhaus Tannenstraße 2           | Fachwerkwohnhaus Tannenstraße 2                     | Tannenstraße 2 Lage                                    |                                                            |         |       |
| Bild gesucht BW                           | Fachwerkrähmbau Weidestraße 9 (und 9a)              | Weidestraße 9 (und 9a) Lage                            |                                                            |         |       |
| Bild gesucht BW                           | Gebäudegruppe Weidestraße 28                        | Weidestraße 28 Lage                                    |                                                            |         |       |

## Immenhausen

### Gesamtanlage Altstadt
| Bild                                          | Bezeichnung                                   | Lage                                         | Beschreibung                                                                          | Bauzeit | Daten |
| --------------------------------------------- | --------------------------------------------- | -------------------------------------------- | ------------------------------------------------------------------------------------- | ------- | ----- |
| Bild gesucht BW                               | Gesamtanlage Altstadt                         | Lage                                         |                                                                                       |         |       |
| Doppelhaushälfte Bachstraße 4                 | Doppelhaushälfte Bachstraße 4                 | Bachstraße 4 Lage                            |                                                                                       |         |       |
| Bild gesucht BW                               | Rähmbau Bachstraße 7                          | Bachstraße 7 LageFlur: 27, Flurstück: 488/94 | das Gebäude wurde abgerissen                                                          |         |       |
| Bachstraße 12                                 | Bachstraße 12                                 | Bachstraße 12 Lage                           |                                                                                       |         |       |
| Wohnwirtschaftsgebäude Bachstraße 13          | Wohnwirtschaftsgebäude Bachstraße 13          | Bachstraße 13 Lage                           |                                                                                       |         |       |
| Bild gesucht BW                               | Wohnwirtschaftsgebäude Echterstraße 4         | Echterstraße 4 Lage                          | das Gebäude wurde abgerissen und durch einen Neubau ersetzt                           |         |       |
| Längsdielenhaus Echterstraße 12               | Längsdielenhaus Echterstraße 12               | Echterstraße 12 Lage                         |                                                                                       |         |       |
| Ehemalige Längsdielenhaus Echterstraße 13     | Ehemalige Längsdielenhaus Echterstraße 13     | Echterstraße 13 Lage                         |                                                                                       |         |       |
| Längsdielenhaus Echterstraße 15               | Längsdielenhaus Echterstraße 15               | Echterstraße 15 Lage                         |                                                                                       |         |       |
| Verputzter Rähmbau Echterstraße 21            | Verputzter Rähmbau Echterstraße 21            | Echterstraße 21 Lage                         |                                                                                       |         |       |
| Ständerbau Echterstraße 23                    | Ständerbau Echterstraße 23                    | Echterstraße 23 Lage                         |                                                                                       |         |       |
| Längsdielenhaus Echterstraße 30               | Längsdielenhaus Echterstraße 30               | Echterstraße 30 Lage                         |                                                                                       |         |       |
| Querdielenhaus Echterstraße 35                | Querdielenhaus Echterstraße 35                | Echterstraße 35 Lage                         |                                                                                       |         |       |
| Flurquerdielenhaus Echterstraße 46            | Flurquerdielenhaus Echterstraße 46            | Echterstraße 46 Lage                         |                                                                                       |         |       |
| Gutshof Grebensteiner Straße 12               | Gutshof Grebensteiner Straße 12               | Grebensteiner Straße 12 Lage                 |                                                                                       |         |       |
| weitere Bilder                                | Evangelische Pfarrkirche St. Georg            | Hinter der Kirche 1 Lage                     |                                                                                       |         |       |
| Bild gesucht BW                               | Verputztes Fachwerkhaus Hinter der Kirche 3   | Hinter der Kirche 3 Lage                     |                                                                                       |         |       |
| Bild gesucht BW                               | Wohnhaus Hinter der Kirche 4                  | Hinter der Kirche 4 Lage                     |                                                                                       |         |       |
| Fachwerkbau Hinter der Kirche 9               | Fachwerkbau Hinter der Kirche 9               | Hinter der Kirche 9 Lage                     |                                                                                       |         |       |
| Eckhaus Hohe Straße 1                         | Eckhaus Hohe Straße 1                         | Hohe Straße 1 Lage                           |                                                                                       |         |       |
| Wohnwirtschaftsgebäude Hohe Straße 4          | Wohnwirtschaftsgebäude Hohe Straße 4          | Hohe Straße 4 Lage                           |                                                                                       |         |       |
| Wohnhaus Hohe Straße 5                        | Wohnhaus Hohe Straße 5                        | Hohe Straße 5 Lage                           |                                                                                       |         |       |
| Rähmbau Hohe Straße 6                         | Rähmbau Hohe Straße 6                         | Hohe Straße 6 Lage                           |                                                                                       |         |       |
| Flurquerdielenhaus Hohe Straße 8              | Flurquerdielenhaus Hohe Straße 8              | Hohe Straße 8 Lage                           |                                                                                       |         |       |
| Längsdielenhaus Hohe Straße 13                | Längsdielenhaus Hohe Straße 13                | Hohe Straße 13 Lage                          |                                                                                       |         |       |
| Ackerbürgerhaus Hohe Straße 14                | Ackerbürgerhaus Hohe Straße 14                | Hohe Straße 14 Lage                          |                                                                                       |         |       |
| Längsdielenhaus Hohe Straße 20                | Längsdielenhaus Hohe Straße 20                | Hohe Straße 20 Lage                          |                                                                                       |         |       |
| Fachwerkhaus Hohe Straße 28                   | Fachwerkhaus Hohe Straße 28                   | Hohe Straße 28 Lage                          |                                                                                       |         |       |
| Hofanlage (ehemaliger Renthof) Hohe Straße 32 | Hofanlage (ehemaliger Renthof) Hohe Straße 32 | Hohe Straße 32 Lage                          |                                                                                       |         |       |
| Katholische Pfarrkirche St. Clemens           | Katholische Pfarrkirche St. Clemens           | Hohenkirchener Straße 1 Lage                 |                                                                                       |         |       |
| weitere Bilder                                | Ehemaliger Friedhof                           | Hohenkirchener Straße Lage                   |                                                                                       |         |       |
| Fachwerkwohnhaus Kirchweg 2                   | Fachwerkwohnhaus Kirchweg 2                   | Kirchweg 2 Lage                              |                                                                                       |         |       |
| Fachwerkwohnhaus Kirchweg 5                   | Fachwerkwohnhaus Kirchweg 5                   | Kirchweg 5 Lage                              |                                                                                       |         |       |
| Ehemalige Schule                              | Ehemalige Schule                              | Mariendorfer Straße 2 Lage                   |                                                                                       |         |       |
| weitere Bilder                                | Rathaus                                       | Marktplatz 1 Lage                            |                                                                                       |         |       |
| Fachwerkhaus Mittelstraße 1                   | Fachwerkhaus Mittelstraße 1                   | Mittelstraße 1 Lage                          |                                                                                       |         |       |
| Flurquerdielenhaus Mittelstraße 1 1/2         | Flurquerdielenhaus Mittelstraße 1 1/2         | Mittelstraße 1 1/2 Lage                      |                                                                                       |         |       |
| Backsteinhaus Mittelstraße 5                  | Backsteinhaus Mittelstraße 5                  | Mittelstraße 5 Lage                          |                                                                                       |         |       |
| Wohnwirtschaftsgebäude Mittelstraße 13        | Wohnwirtschaftsgebäude Mittelstraße 13        | Mittelstraße 13 Lage                         |                                                                                       |         |       |
| Wohnhaus Mittelstraße 14                      | Wohnhaus Mittelstraße 14                      | Mittelstraße 14 Lage                         |                                                                                       |         |       |
| Reihenhausgruppe Mittelstraße 15, 15a und 15b | Reihenhausgruppe Mittelstraße 15, 15a und 15b | Mittelstraße 15, 15a und 15b Lage            |                                                                                       |         |       |
| Fachwerkhaus Mittelstraße 17                  | Fachwerkhaus Mittelstraße 17                  | Mittelstraße 17 Lage                         |                                                                                       |         |       |
| Wohnhaus Mittelstraße 21                      | Wohnhaus Mittelstraße 21                      | Mittelstraße 21 Lage                         |                                                                                       |         |       |
| Wohnhaus Mittelstraße 22                      | Wohnhaus Mittelstraße 22                      | Mittelstraße 22 Lage                         |                                                                                       |         |       |
| Backsteinhaus Mittelstraße 23                 | Backsteinhaus Mittelstraße 23                 | Mittelstraße 23 Lage                         |                                                                                       |         |       |
| Ehemaliges Längsdielenhaus Mittelstraße 26    | Ehemaliges Längsdielenhaus Mittelstraße 26    | Mittelstraße 26 Lage                         |                                                                                       |         |       |
| Wohnwirtschaftsgebäude Mittelstraße 29        | Wohnwirtschaftsgebäude Mittelstraße 29        | Mittelstraße 29 Lage                         |                                                                                       |         |       |
| Längsdielenhaus Mittelstraße 31               | Längsdielenhaus Mittelstraße 31               | Mittelstraße 31 Lage                         |                                                                                       |         |       |
| Wohnwirtschaftsgebäude Neue Straße 1 und 2    | Wohnwirtschaftsgebäude Neue Straße 1 und 2    | Neue Straße 1 und 2 Lage                     |                                                                                       |         |       |
| Wohnwirtschaftsgebäude Neue Straße 3          | Wohnwirtschaftsgebäude Neue Straße 3          | Neue Straße 3 Lage                           |                                                                                       |         |       |
| Wohnwirtschaftsgebäude Neue Straße 4          | Wohnwirtschaftsgebäude Neue Straße 4          | Neue Straße 4 Lage                           |                                                                                       |         |       |
| Wohnwirtschaftsgebäude Neue Straße 6          | Wohnwirtschaftsgebäude Neue Straße 6          | Neue Straße 6 Lage                           |                                                                                       |         |       |
| Wohnwirtschaftsgebäude Neue Straße 10         | Wohnwirtschaftsgebäude Neue Straße 10         | Neue Straße 10 Lage                          |                                                                                       |         |       |
| Wohnwirtschaftsgebäude Neue Straße 13         | Wohnwirtschaftsgebäude Neue Straße 13         | Neue Straße 13 Lage                          |                                                                                       |         |       |
| Wohnhaus Neue Straße 21                       | Wohnhaus Neue Straße 21                       | Neue Straße 21 Lage                          |                                                                                       |         |       |
| Wohnwirtschaftsgebäude Neue Straße 24         | Wohnwirtschaftsgebäude Neue Straße 24         | Neue Straße 24 Lage                          |                                                                                       |         |       |
| Bild gesucht BW                               | Flurquerdielenhaus Neue Straße 25, 26, 27     | Neue Straße 25, 26, 27 Lage                  | die Häuser Neue Straße 25, 26 und 27 wurden abgerissen und durch einen Neubau ersetzt |         |       |
| Längsdielenhaus Neue Straße 29                | Längsdielenhaus Neue Straße 29                | Neue Straße 29 Lage                          |                                                                                       |         |       |

### Außerhalb der Gesamtanlage Altstadt
| Bild                                          | Bezeichnung                                        | Lage                         | Beschreibung | Bauzeit | Daten |
| --------------------------------------------- | -------------------------------------------------- | ---------------------------- | ------------ | ------- | ----- |
| Rähmbau Obere Bahnhofstraße 11                | Rähmbau Obere Bahnhofstraße 11                     | Obere Bahnhofstraße 11 Lage  |              |         |       |
| Wohnwirtschaftsgebäude Obere Bahnhofstraße 16 | Wohnwirtschaftsgebäude Obere Bahnhofstraße 16      | Obere Bahnhofstraße 16 Lage  |              |         |       |
| Wohnwirtschaftsgebäude Obere Bahnhofstraße 18 | Wohnwirtschaftsgebäude Obere Bahnhofstraße 18      | Obere Bahnhofstraße 18 Lage  |              |         |       |
| Doppelwohnhaus Poststraße 20 und 22           | Doppelwohnhaus Poststraße 20 und 22                | Poststraße 20 und 22 Lage    |              |         |       |
| Zwei Doppelwohnhäuser Poststraße 24 bis 30    | Zwei Doppelwohnhäuser Poststraße 24 bis 30         | Poststraße 24 bis 30 Lage    |              |         |       |
| Fachwerkhaus Schulplatz 1                     | Fachwerkhaus Schulplatz 1                          | Schulplatz 1 Lage            |              |         |       |
| Hospital                                      | Hospital                                           | Steinweg 3 Lage              |              |         |       |
| Ehemaliges Siechenhaus                        | Ehemaliges Siechenhaus                             | Steinweg 4 Lage              |              |         |       |
| Bild gesucht BW                               | Villa Untere Bahnhofstraße 2                       | Untere Bahnhofstraße 2 Lage  |              |         |       |
| Postamt                                       | Postamt                                            | Untere Bahnhofstraße 27 Lage |              |         |       |
| Bild gesucht BW                               | An die Stadtmauer gebaute Häusergruppe Westhagen 1 | Westhagen 1 Lage             |              |         |       |
| weitere Bilder                                | Stadtmauer                                         | Lage                         |              |         |       |

## Mariendorf
| Bild                       | Bezeichnung                          | Lage                      | Beschreibung                       | Bauzeit | Daten |
| -------------------------- | ------------------------------------ | ------------------------- | ---------------------------------- | ------- | ----- |
| Bild gesucht BW            | Gesamtanlage Mariendorf              | Lage                      |                                    |         |       |
| Waldenserkirche            | Kirche                               | Am Wildgrabenweg 7 Lage   |                                    |         |       |
| Bild gesucht BW            | Fachwerkvilla Am Ahlberg 27          | Am Ahlberg 27 Lage        | (Außerhalb der Gesamtanlage)       |         |       |
| Bild gesucht BW            | Wohnwirtschaftsgebäude Dorfstraße 1  | Dorfstraße 1 Lage         |                                    |         |       |
| Bild gesucht BW            | Fachwerkhaus Dorfstraße 2            | Dorfstraße 2 Lage         |                                    |         |       |
| Bild gesucht BW            | Wohnwirtschaftsgebäude Dorfstraße 22 | Dorfstraße 22 Lage        |                                    |         |       |
| Bild gesucht BW            | Einhaus Paul Du-Ry Straße 15         | Paul Du-Ry Straße 15 Lage |                                    |         |       |
| Fachwerkhaus Schulstraße 1 | Wohnwirtschaftsgebäude Schulstraße 1 | Schulstraße 1 Lage        |                                    |         |       |
| Die erste Schule           | Fachwerkhaus Schulstraße 7           | Schulstraße 7 Lage        | Die erste Schule aus dem Jahr 1823 |         |       |